# Paraminotella nepalensis
Paraminotella nepalensis là một loài bọ cánh cứng trong họ Chrysomelidae. Loài này được Doeberl miêu tả khoa học năm 1991.